# Templi di Tarxien
I Templi di Tarxien sono un sito archeologico di Malta, patrimonio dell'Umanità dell'UNESCO dal 1992.
Sono uno degli esempi meglio conservati di templi megalitici, monumentali strutture che caratterizzarono il periodo storico maltese conosciuto come "Età dei Templi" (3600-2500 a. C.)
A Taxien furono costruiti quattro templi, in un arco di tempo tra il 3000 a.C. e il 2500 a.C.. Pur avendo piante del tutto simili risalgono ad epoche diverse.

## Scoperta
Il sito fu scoperto nel 1913 grazie alle segnalazioni di agricoltori locali all'allora direttore del Museo di Archeologia de La Valletta, Themistocles Zammit. 
Egli eseguì degli scavi, tra il 1915 ed il 1919, partendo dal tempio oggi noto come Tempio Sud del complesso. In questo punto furono scoperti resti dell'età del bronzo che giacevano sopra gli strati più antichi dell'età dei Templi. Gradualmente gli scavi portarono alla scoperta di altri 3 templi. Tra il 1921 e il 1958 furono portati a termine ulteriori scavi. Gli scavi continuarono fino al 1997 quando si rivelarono altri resti dello stesso periodo nella zona a nord e a ovest dei tempi, rivelando come il complesso preistorico si estendesse a quei tempi ben oltre quanto si possa oggi immaginare.

### Rilevanza
La scoperta del complesso fu decisivo per promuovere l'identità nazionale di Malta, confermando solidamente l'esistenza di una fiorente cultura antica sull'isola. Inoltre, l'interesse generale suscitato dai ritrovamenti ha generato per la prima volta una preoccupazione pubblica per la protezione dei tesori storici di Malta, compresa la necessità di gestione dei siti, la promulgazione di leggi e altre misure per proteggere e preservare i monumenti. Allo stesso tempo, le accurate metodologie di scavo di Themistocles Zammit  hanno aperto la strada a un nuovo approccio scientifico all'archeologia.

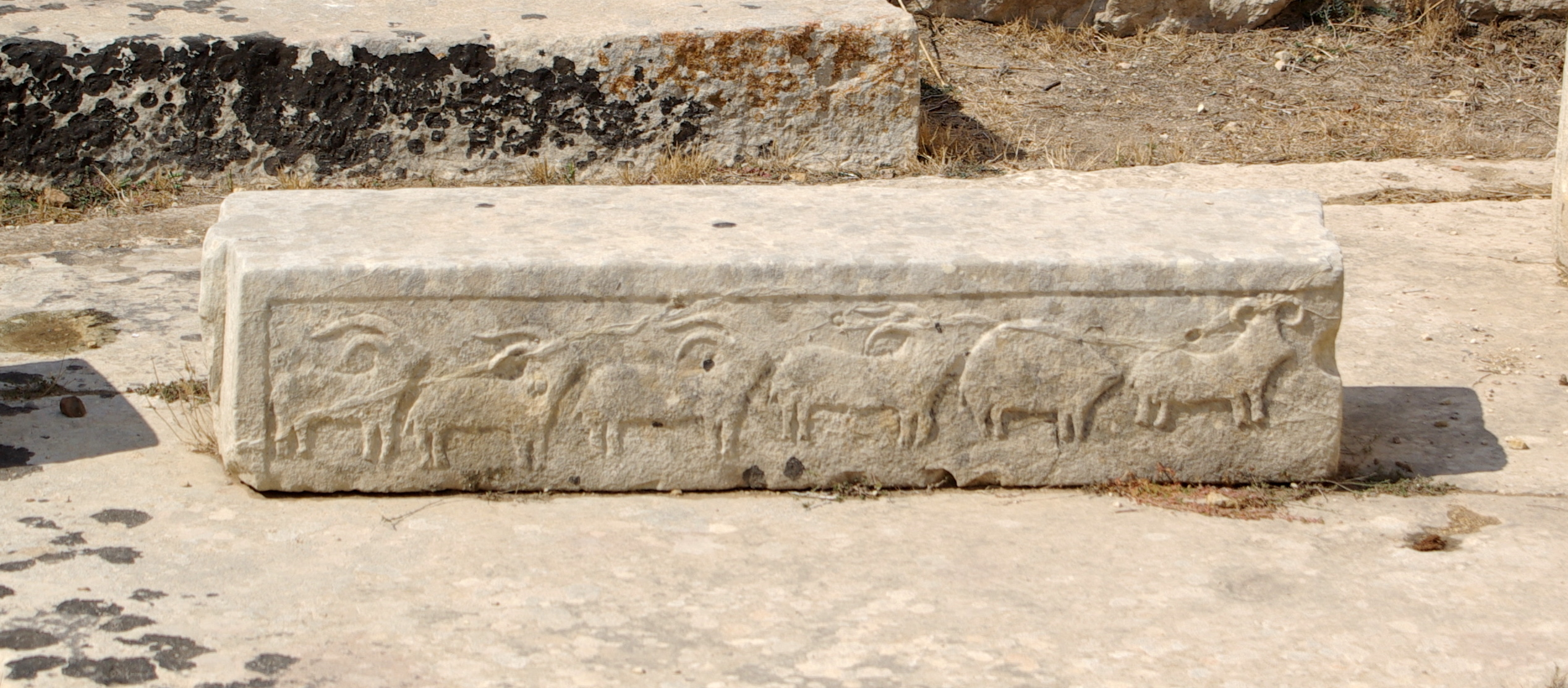
Un bassorilievo con rappresentazioni di animali.

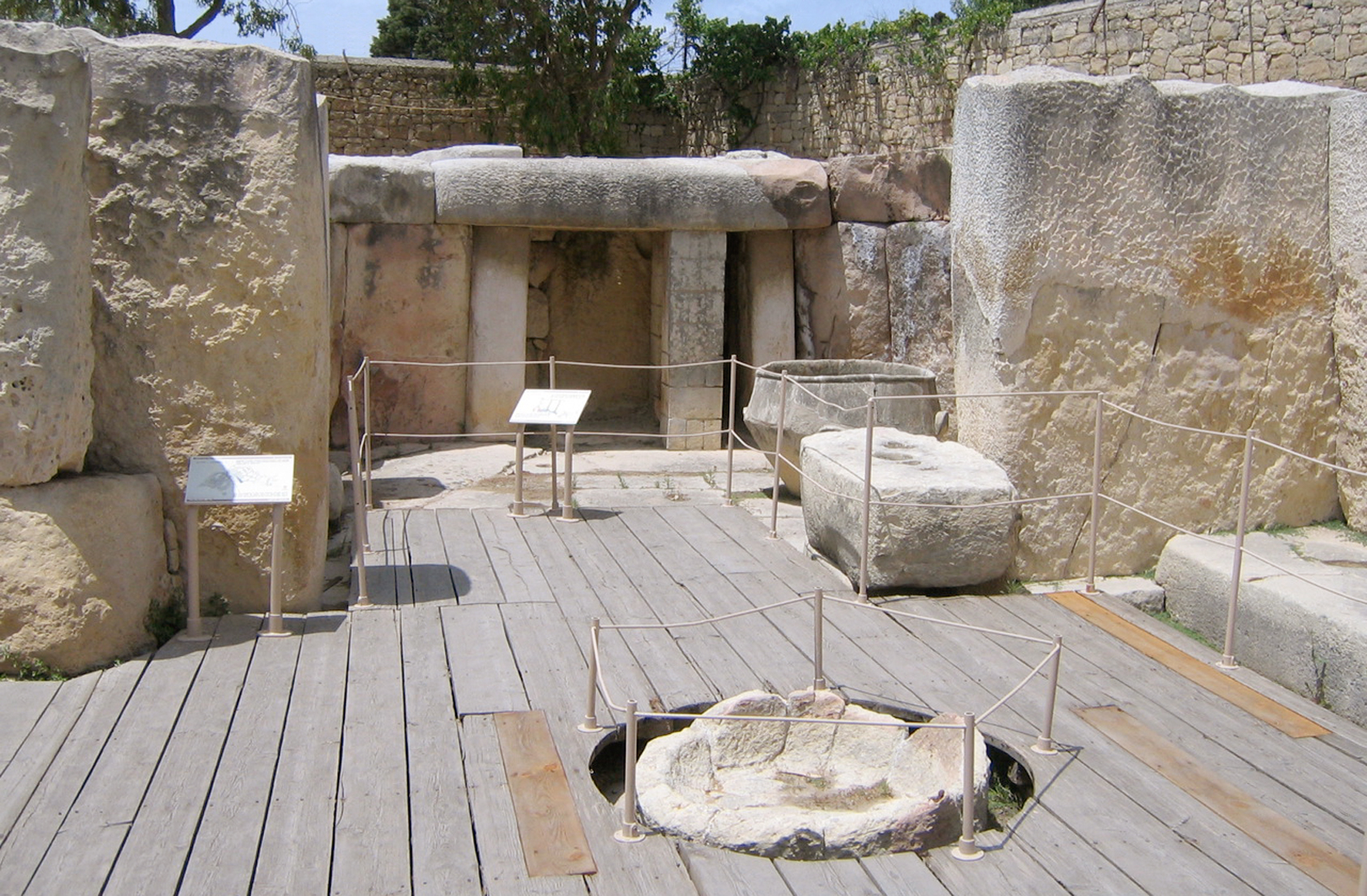

## I templi
I templi si trovano nel cuore della città di Tarxien (a ridosso della chiesa e del cimitero) e raccolgono molti bassorilievi (sui muri e sull'altare), le cui decorazioni raffigurano animali addomesticati.
Rilevanti le decorazioni a spirale nell'abside del Tempio sud. Si ritiene che questo luogo sia stato lo scenario di rituali con sacrifici animali in quanto sono stati ritrovati sull'altare due coltelli di selce e resti di animali.

### Il tempio Sud
L'ingresso principale del sito conduce al terzo tempio denominato Tempio sud, il più recente, ricco di elaborati motivi decorativi, ma il meno importante dal punto di vista strutturale.
Questo primo tempio è stato datato intorno al 3100 a.C. ed è il più elaborato dei templi di Malta. 
L'entrata al tempio sud è una facciata monumentale costruita da blocchi megalitici di cui solo la parte inferiore è sopravvissuta. Questa entrata si affaccia su un cortile ovale che reca al centro una cisterna d'acqua. Ad entrambe le estremità della facciata è localizzata una grande lastra di pietra con un piccolo ripiano scolpito in tre parti con 5 buchi. Sebbene lo scopo non sia noto, molti ritengono che questi fori servissero per versare delle offerte nel terreno. Questa grande entrata è una ricostruzione: fu ricostruita infatti negli anni 1956-1960 durante una campagna di restauro in cui molti blocchi vennero coperti con il cemento per prevenire o quantomeno rallentare l'erosione delle pietre. Purtroppo dopo decenni si verificò come il cemento avesse danneggiato le pietre che si volevano proteggere ed oggi sono in atto delle ricerche per evidenziare un metodo protettivo ed evitare ulteriori danni. La ricostruzione fu almeno in parte basata su due frammenti di un modello in pietra che rappresenta una facciata ritrovati a Tarxien. 

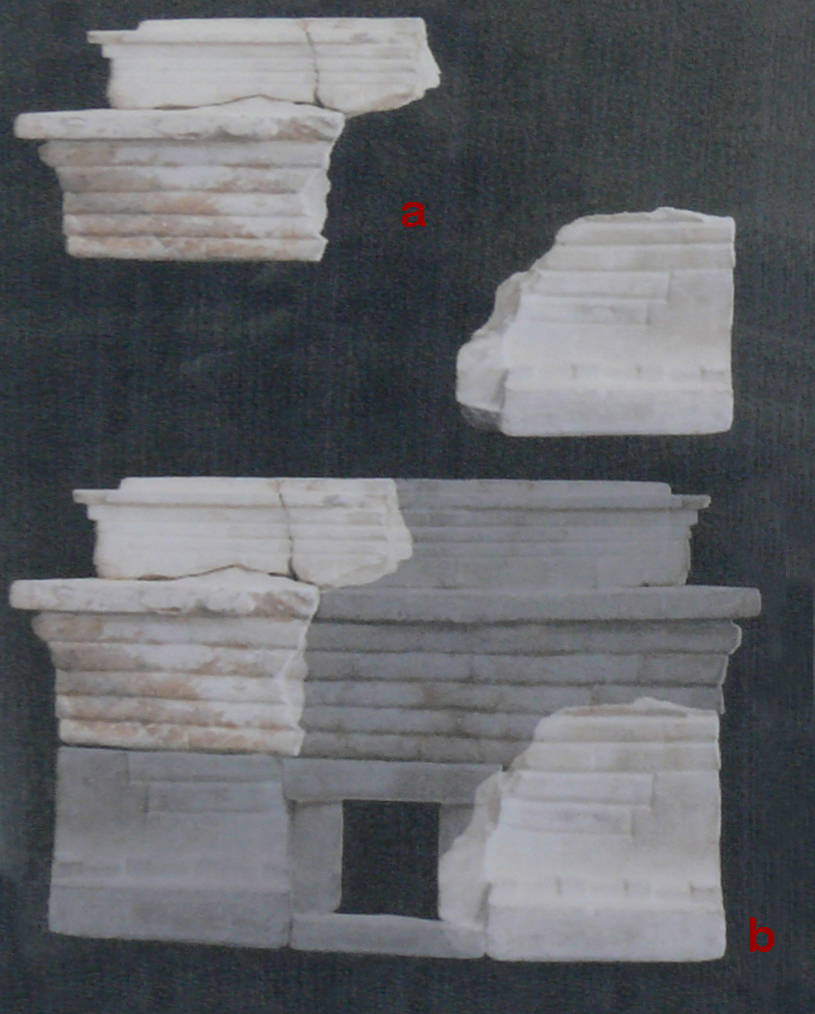
a) frammenti di un modello in pietra del Tempio ritrovato a Tarxien b) possibile ricostruzione dell'ingresso originale

Dall'ingresso, attraverso un passaggio pavimentato con lastre di pietra, si arriva a due coppie di camere a forma di "D", note come absidi. Qui è stata rilevata la più alta concentrazione di arte preistorica scoperta fino ad oggi nel sito.  Sono presenti blocchi e pilastri decorati con spirali di varie forme e bassorilievi raffiguranti animali domestici (varie capre, un montone, un maiale). Sono stati qui ritrovati su un altare, due coltelli di selce e resti di animali che provano l'uso di animali durante i rituali all'interno del tempio. Sulla destra si notano i resti (replica) di una colossale statua in pietra con vesti drappeggiate. Della statua, probabilmente alta tre metri, rimane solo la parte inferiore i cui prosperosi fianchi fanno pensare fosse dedicata alla dea della fertilità.  

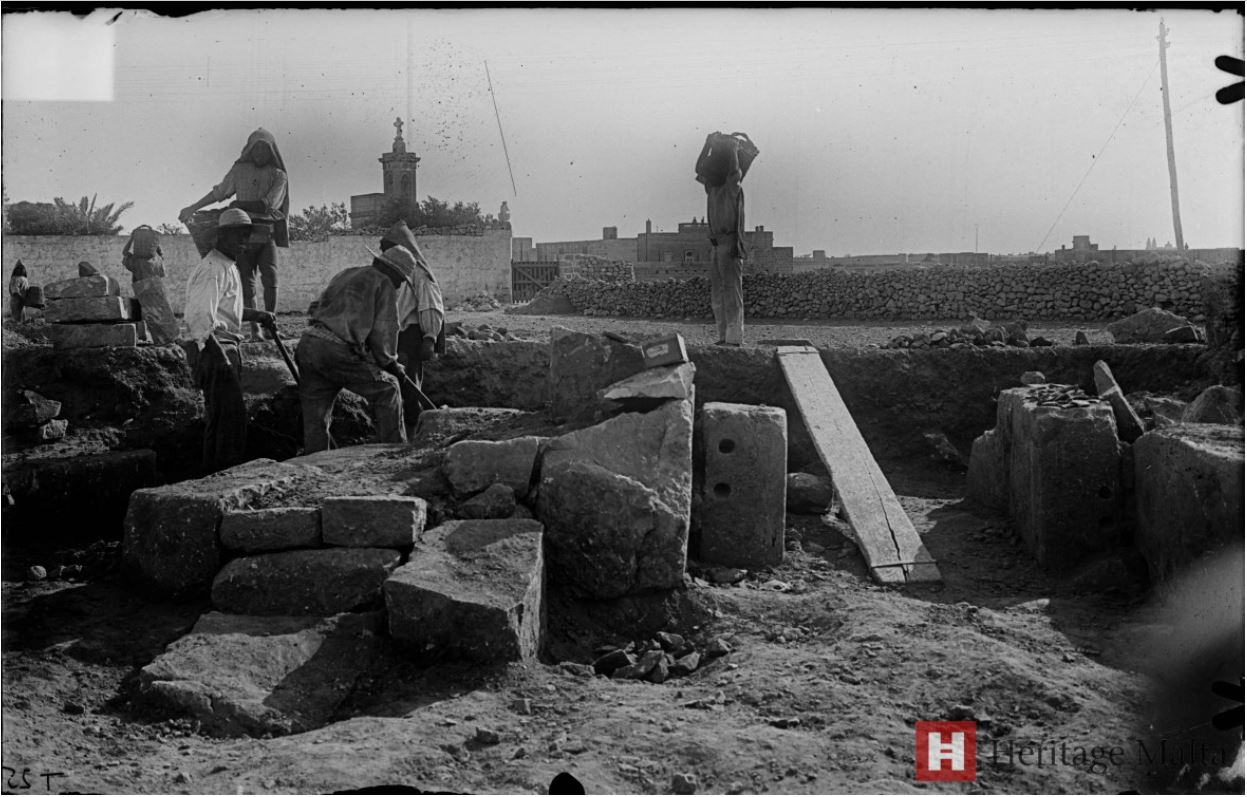
Scavi dei templi di Tarxien. Foto di Themistocles Zammit, 1915

### Secondo tempio
Il secondo tempio, che data circa 3000 a.C.,  è formato - unico caso tra i templi di Malta - da tre coppie di absidi semicircolari collegate da un passaggio orientato da nord a sud in luogo delle usuali due. Sui blocchi laterali delle pareti si notano dei fori cui erano assicurate le porte di comunicazione. Su una delle pareti che conducono al primo tempio si può ammirare un bassorilievo rappresentante due tori e una scrofa simboli rispettivamente, della forza e della fertilità. Il primo tempio è costruito con lastroni e blocchi non lavorati ed essendo il più antico, venne alterato con la costruzione del secondo. 

### Terzo tempio o Tempio est
Il tempio orientale è datato intorno al 2500 a.C.
Sparse casualmente nel complesso si notano delle grosse pietre sferiche che servirono ai costruttori per far rotolare i grossi blocchi in pietra. A causa della loro sistemazione, a volte addirittura simmetrica, si suppone avessero anche un significato magico.